# 1931 год в науке
В 1931 году были различные научные и технологические события, некоторые из которых представлены ниже.

## События
- В СССР на заводе редких элементов налажен выпуск радия[1].
- В США, на реке Колорадо, началось строительство Плотины Гувера.

### Открытия
- В Колумбийском университете Гарольд Юри с сотрудниками продемонстрировали существование тяжёлой воды[2]
- Ласло Биро в Будапеште впервые представил свою шариковую ручку.

### Изобретения
- Лио, Бернар создал Коронограф

### Новые виды животных
- Животные, описанные в 1931 году

## Награды
- Нобелевская премия:
  - Физика — премия не присуждалась.
  - Химия — Карл Бош и Фридрих Бергиус, за заслуги по введению и развитию методов высокого давления в химии.
  - Физиология и медицина — Отто Генрих Варбург, за открытие природы и механизма действия дыхательного фермента.

## Родились
- 12 октября — Оле-Йохан Даль, норвежский учёный в области теории вычислительных систем, пионер объектно-ориентированного программирования.

## Скончались
- 18 октября — Томас Эдисон, американский изобретатель и предприниматель.
- 22 декабря — Лидия Петровна Цераская, российский (советский) астроном.